# Cheilinus
Genre
Cheilinus est un genre de poissons osseux de la famille des Labridae.

## Liste des espèces
Selon World Register of Marine Species (6 août 2024) :
- Cheilinus abudjubbe Rüppell, 1835
- Cheilinus chlorourus (Bloch, 1791)
- Cheilinus fasciatus (Bloch, 1791)
- Cheilinus lunulatus (Forsskål, 1775)
- Cheilinus oxycephalus Bleeker, 1853
- Cheilinus quinquecinctus  Rüppell, 1835
- Cheilinus trilobatus Lacepède, 1801
- Cheilinus undulatus Rüppell, 1835 -- Napoléon.

## Galerie de photos

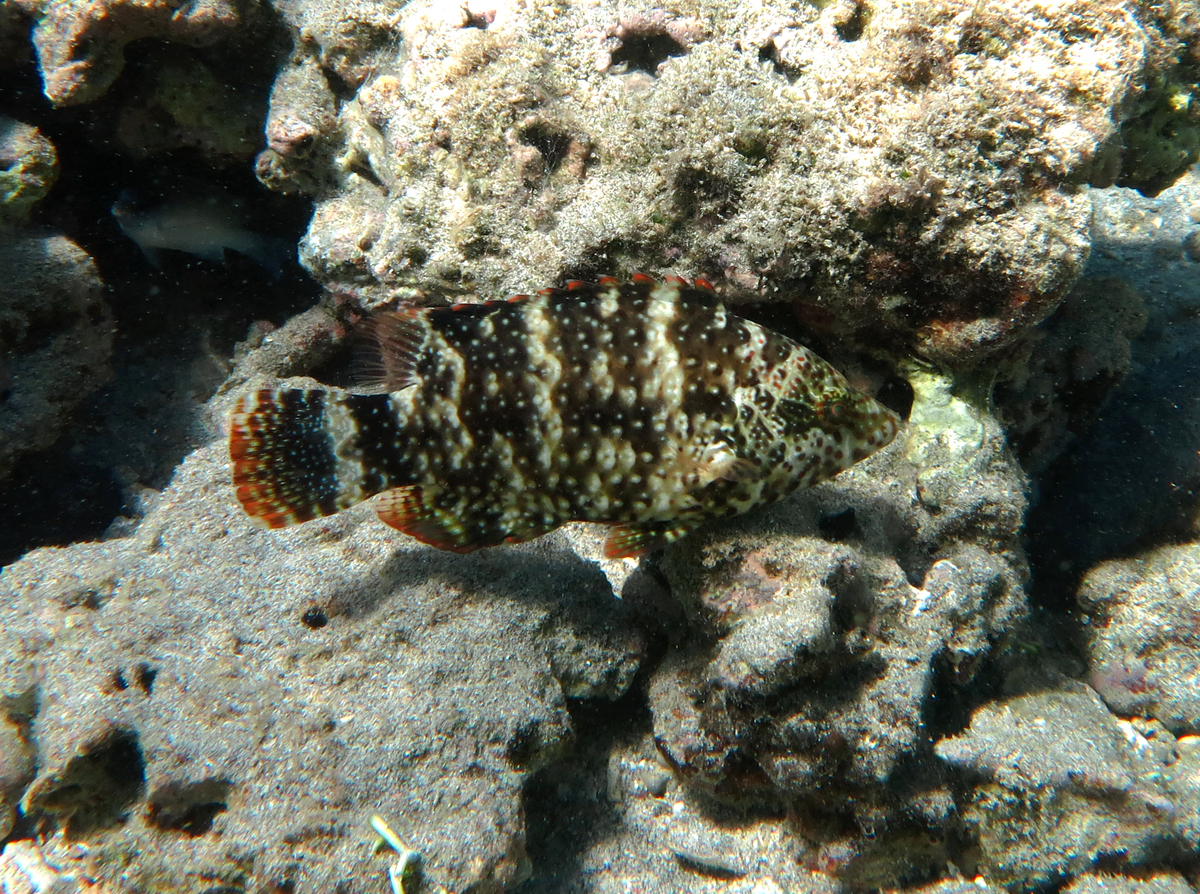
Cheilinus chlorourus
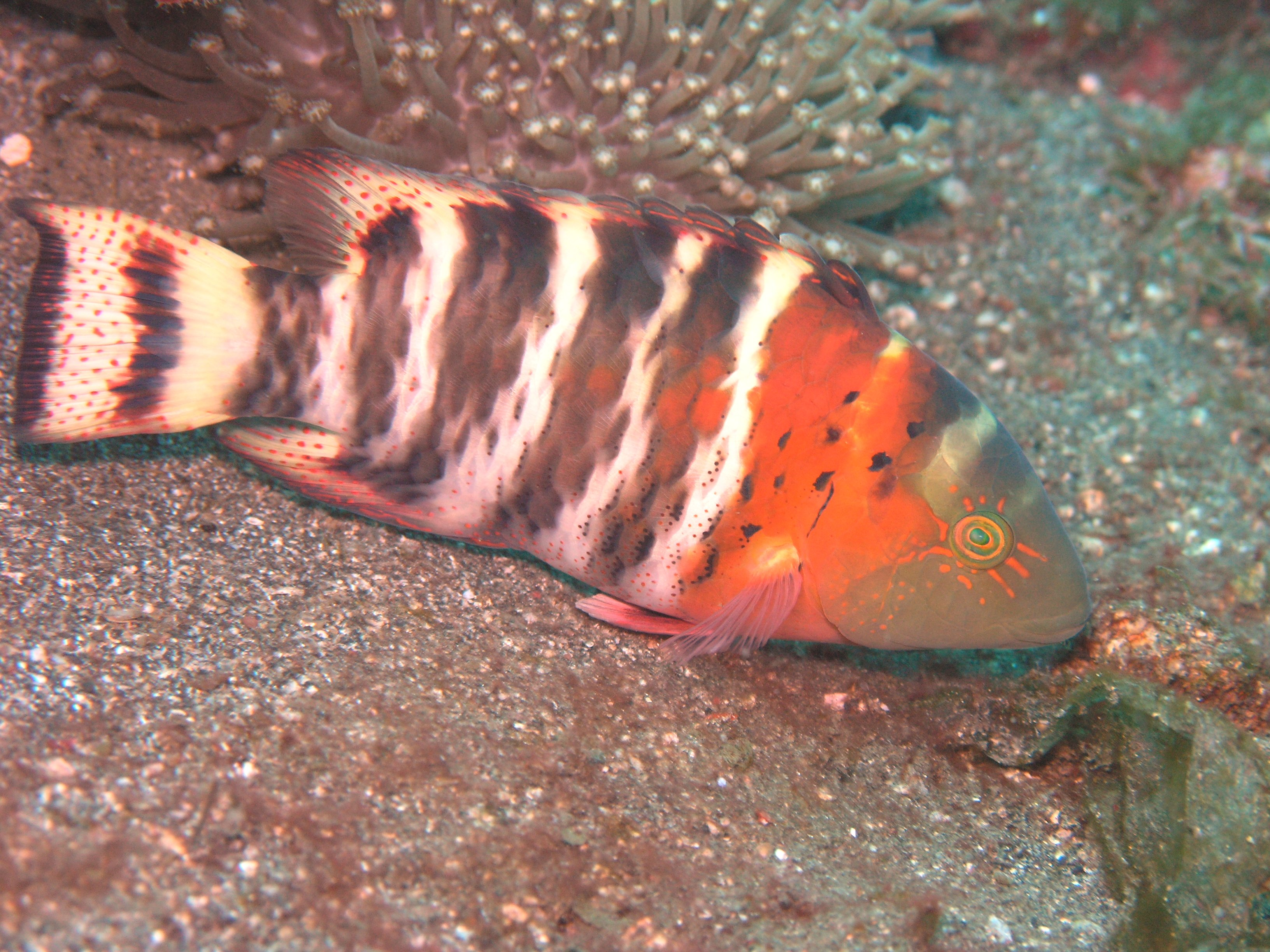
Cheilinus fasciatus
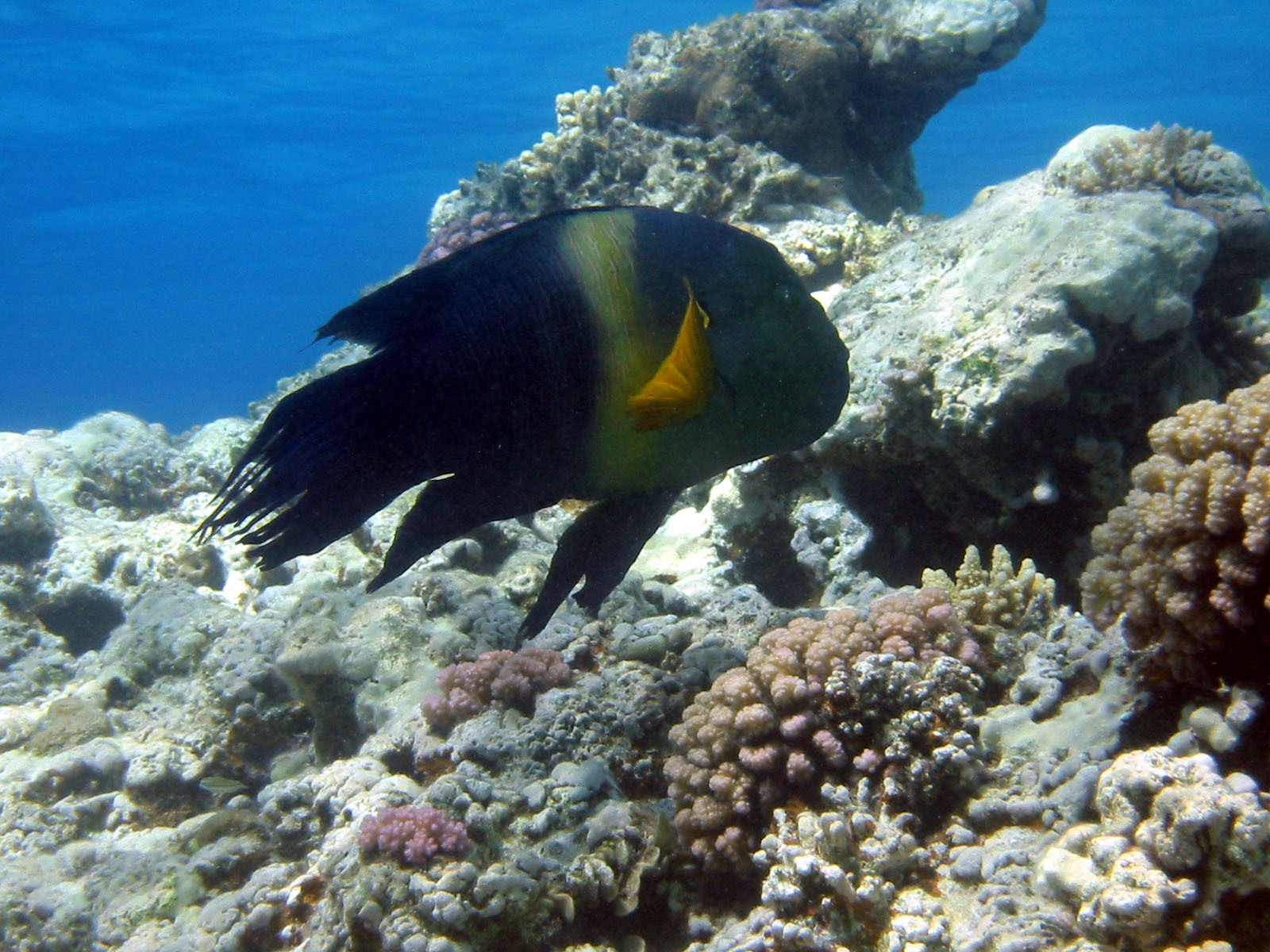
Cheilinus lunulatus
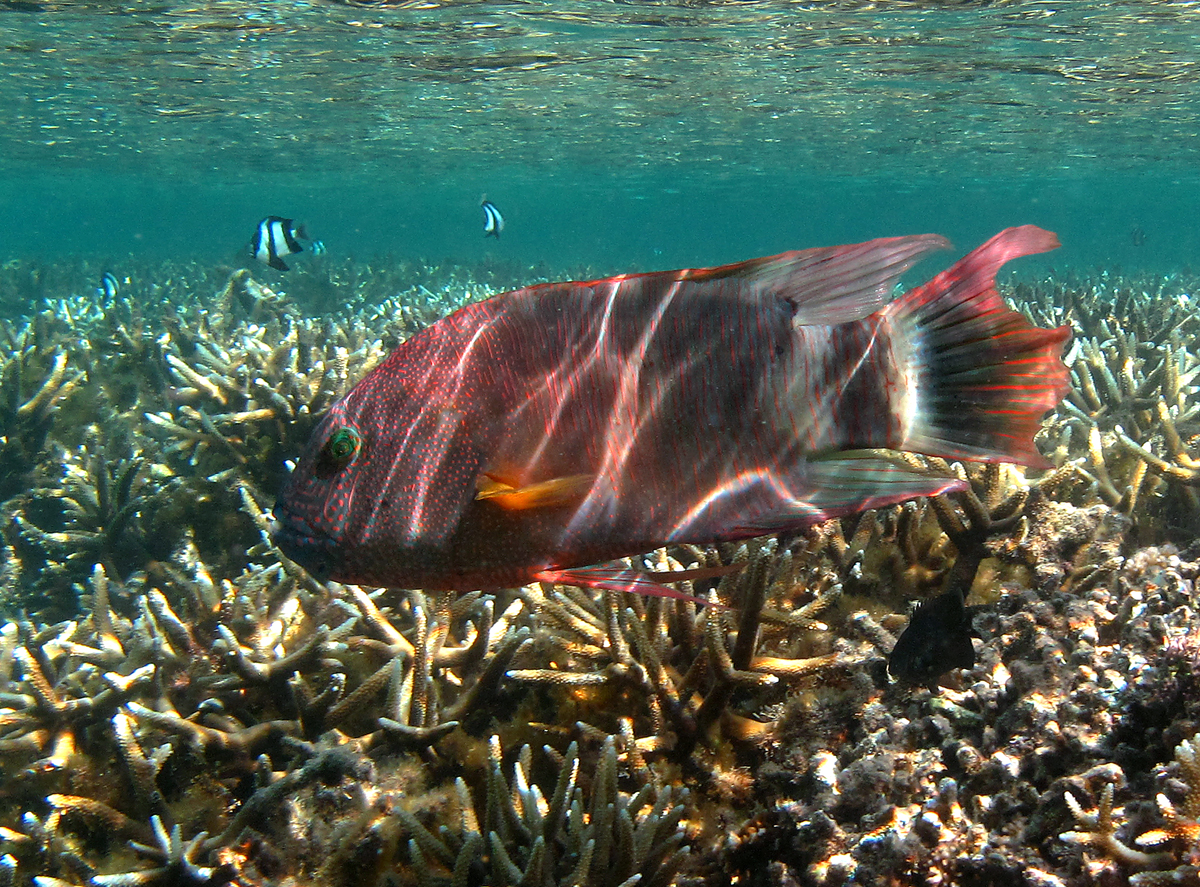
Cheilinus trilobatus
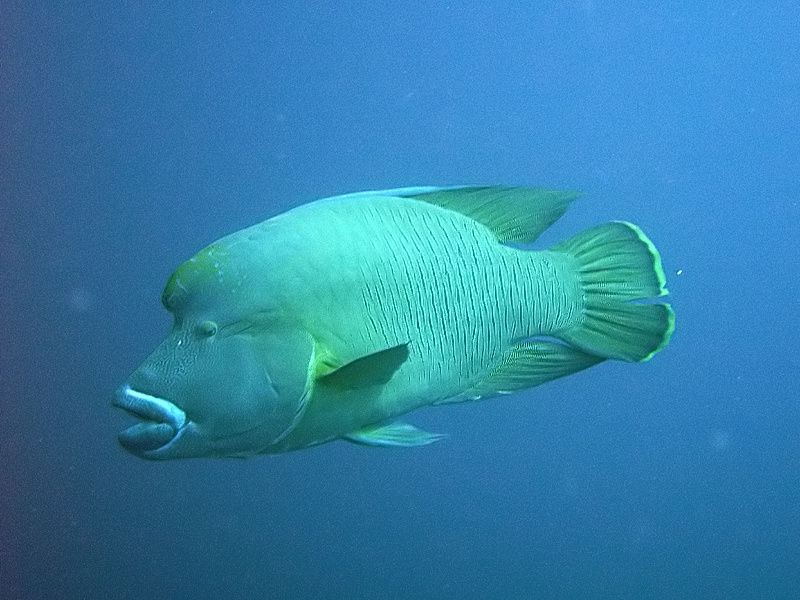
Cheilinus undulatus